# Smišljanje nelogičnih priča kod dece
Smišljanje nelogičnih priča kod dece je tehnika učenja i pamćenja, u kojoj mozak brže i duže pamti pojmove i situacije koje su nelogične, nasuprot logičnim. Svoj deci je svojstveno da kada smišljaju nelogične priče, zapravo razvijaju kreativnost, povezuju pojmove i spajaju ih u jedinstvenu celinu i na osnovu toga donose zaključke. Prema tome kada deca smišljaju neobične ili nelogične priče ona „zapravo pričaju smislene priče, priče koje imaju cilj, a to je novo znanje i povezivanje sa starim”.

## Intelektualne sposobnosti
Na intelektualne sposobnosti deteta utiče 100% okruženje i 100% genetika. Intelektualne sposobnosti deteta, kasnije čoveka zavise pre svega od broja neuronskih mreža, odnosno sinapsi, ili spojeva između samih nervnih ćelija preko kojih se prenose informacije u nervnom sistemu. Postoje dve različite vrate sinapsi: električne i hemijske.
Mnoge funkcije nervnog sistema npr. pamćenje zahtevaju dugotrajne promene. Jonski kanali nisu pogodni za ovu funkciju. Dugotrajne promene se ostvaruju aktivacijom sistema sekundarnog glasnika. Postoje više vrsta ovog procesa, a najčešći je to G-protein. G-protein je zakačen za deo postsinaptičkog receptora sa unutršnje strane ćelijske membrane i sastoji se od 3 komponente:
- α komponente, koja je aktivatorski deo G-proteina,
- β i γ komponente, koje pričvršćuju G protein za ćelijsku membranu i receptor.

Nakon aktivacije receptora α deo se odvaja od β i γ dela G-proteina i kreće slobodno u citoplazmi ćelije. Unutar citoplzme α komponenta pojedinica može da vrši sledeće uloge:
1. Otvaranje specifičnih jonskih kanala.
Ovi kanali su otvoreni duže vremena nego kad se aktiviraju bez posredovanja sekundarnog glasnika.
2. Aktivacija cikličnog adenozin monofosfata (cAMP) ili cikličnog guanozin monofosfata (cGMP)
Ove supstance dovode do daljih promena
3. Aktivacija jednog ili više intracelularnih enzima.
4. Aktivacija transkripcije gena
Transkripcija dovodi do sinteze novih proteina u ćeliji, što izaziva promenu strukture, funkcije i metabolizma ćelije.
Rana stimulacija za stvaranje sinapsi je najznačajnija u predškolskom periodu, kada je brzina i broj stvaranja veza (sinapsi) između nervnih ćelija neuporedivo veća nego posle sedme godine život. 
Dokazano je da intelektualne sposobnosti zavise od broja sinapsi, koje se intenzivno formiraju do pete (50%), sedme (75%) i dvanaeste godine (90%). Po novijim istraživanjima, čak 50% sinapsi je formirano pre četvrte godine. Prema tome rano detinjstvo je najvažniji period u intelektualno, razvoju deteta.

## Opšta razmatranja
Kako dete stari rečnik mu je dosta proširen ono može da iskaže i svoja osećanja. Ova mogućnost je od velike pomoći u svakodnevnim borbama sa braćom ii sestrama, drugarima iz vrtića ili komšiluka i, naravno, roditeljima. Oni takođe mogu jasno da kažu i šta žele da ostvara često i kroz nelogične priče.
Kroz igru i druženje deca počinju izmišljati razne priče već od druge godine života, a najčešće se odnosi na decu uzrasta od 3 do 6 godina. U petoj godini njihova mašta postaje toliko intenzivna da ne mogu razlikovati stvarnost od fantazije. Upravo u ovom dobu deca su dovoljno velika da razumeju određene stvari, željni da istražuju i nauče novo, a opet nisu sputani društvenim okvirima i normama koje bi „ubile“ njihovu maštu, ili izmišljanje raznih priča. Tako zapravo nastaje stvaralačko mišljenje, sposobnost za obradu razumljivih mentalnih slika koja dovodi do kreativnosti i svestranosti.
Zato psihilozi stalno naglašavaju da dečija mašta izmišljanja raznih priča može biti korsina, i ubeđuju roditelje da pomognu detetu da razvije maštu i da zajedno sa njima uživaju u tom imaginarnom svetu.
Nerealna priča dece
Ponekad je izmišljanje nelogićnih priča nerealna istina, nelogična priča, plod skrivenih želja deteta. Na primer ako dete donese neki predmet iz bašte obdaništa on će ponavljati kako je to vaspitačica odobrila. zbog prevelike želje da donetim predmetom, ne samo druge već i sebe uveri da se to stvarno i dogodilo.
Deca najčešće pribegavaju lažima da bi se izvukla iz neprilike, da ne razočara roditelja ili zbog straha od njegove reakcije. Situacija se dodatno komplikuje ako se u životu deteta pojavi izmišljeni prijatelj koji je u glavi deteta stvarni, i koji će biti kriv za sve razbijene vaze, poocepane knjige, haos u sobi i šišanje lutkica.

## Spoljašnje veze
- Aneta Jašarević - Kako smišljanje priča sa decom podstiče razvoj – Ideje za priče.

|  | Molimo Vas, obratite pažnju na važno upozorenje u vezi sa temama iz oblasti medicine (zdravlja). |